# Azilul Elena Doamna
Azilul Elena Doamna este un monument istoric aflat pe teritoriul municipiului București.
A fost înfiițat în anul 1862, a fost un mic orfelinat pentru fete în casa Elena Doamnei din Dealul Cotrocenilor.

## Despre Elena Doamna
Ana Davila s-a căsătorit cu medicul Carol Davila la 14/30 aprilie 1861 la Golești. La căsătorie Ana a purtat portul popular, așa cum reiese din relatările fiicei sale Elena. Ana a fost cea de-a doua soție a lui Carol Davila și a preluat administrarea și conducerea azilului pentru fete orfane înființat de acesta în 1860. Ana Davila a condus azilul până la moartea ei în 1874 și a colaborat cu multe doamne din înalta societate pentru finanțarea acestei instituții. Prima dintre acestea a fost Elena Cuza care a și inițiat o chetă publică pentru construirea unei noi clădiri pentru azil. Ea însăși a fost prima și cea mai importantă donatoare, motiv pentru care instituția a primit denumirea de „Azilul Elena Doamna”. Clădirea a fost construită pe Dealul Cotrocenilor din București și există și azi, fiind declarată monument istoric. De-a lungul timpului clădirii i s-au adăugat mai multe construcții, precum Capela Elisabeta la inițiativa și cu sprijinul Regina Elisabeta a României.
În broșura „Istoria Azilului Elena Doamna”, scrisă în 1884 de Ioan Slavici, scria despre Ana Davila: „Nimeni nu-i dăduse această însărcinare, și-o luase singură, și nu din simțământ de datorie, nu spre a-și câștigă pâinea de toate zilele, ci din neastâmpărul de a face binele, își sacrificase ea tihna orelor sale de repaus; iubirea către sărmanele copile a făcut-o să se ostenească, și singură iubirea acestor copile era răsplata ostenelei sale!”. .

## Despre orfelinat
Din anul 1865 sunt primiți aici și copii ai unor părinți săraci sau infirmi, ai unor funcționari, preoți și învățători cu situație materială grea. Fetele beneficiau de o școală normală, „pentru cele ce aveau aplicare la învățătură”, și un atelier de croitorie și țesătorie, pentru orfanele care „n-aveau aplicare pentru carte”
Timp de 12 ani a condus  azilul, ocupându-se de întreținerea acestuia și de îngrijirea și educația celor 330 de orfane aflate acolo
Azilul Elena se compunea din secția normală care funcționa după principiile educației froebeliene, Secția normală de 6 clase, Secția inferioară de menaj, trei clase pedagogice (pentru formarea învățătoarelor rurale), Ateneul Elisabeta (pentru îndrumare artistică), o școală primară și o școală de țesut numită Elisabeta Doamna.
Elevele care absolveau 6 clase normale treceau cu examen de maturitate la toate obiectele, iar la celelalte clase se organizau examene generale la fiecare sfârșit de an. La aceste examene asista de multe ori și Regina Elisabeta sau ministrul de Instrucție Publică. Azilului Elena a fost împărțit în două școli deosebite: Școala Normală Elena Doamna si Azilul Elena Doamna, ca școală profesională. În perioada interbelică a fost un adevărat Institut Pedagogic. Istoria s-a rupt brusc la instaurarea comunismului.  .

## In memoriam
După moartea Anei Davila, soțiile mai multor medici de la Spitalul Colțea au strâns fonduri pentru a ridica o statuie Anei Davila. Statuia a fost realizată de Karl Storck și a fost amplasată în fața clădirii azilului în 1890.